# Semere Russom
Semere Russom, né le 27 juillet 1943, est un diplomate et éducateur érythréen qui a servi son pays à divers titres au cours de sa carrière. Il a occupé des postes importants au sein du gouvernement érythréen, notamment celui d'ambassadeur aux États-Unis et au Canada, ainsi que celui de ministre de l'Éducation.

## Biographie
Semere Russom est né le 27 juillet 1943. Il a commencé sa vie professionnelle en tant qu'enseignant. Dans les années 1970, il voyage aux États-Unis pour étudier à l’Université d’Oklahoma, mais il ne termine pas ses études. Au lieu de cela, il a décidé de servir dans le Front populaire de libération de l'Érythrée, un groupe qui luttait pour l'indépendance de l'Érythrée vis-à-vis de l'Éthiopie.
Après que l'Érythrée ait obtenu son indépendance, Russom a été ambassadeur d'Érythrée auprès des États-Unis et du Canada. À la suite de son rôle d'ambassadeur, il a poursuivi sa carrière dans la fonction publique en tant que directeur des affaires européennes au ministère érythréen des Affaires étrangères jusqu'en 2001.
En 2002, Russom a quitté le ministère des Affaires étrangères pour devenir maire d'Asmara et administrateur de la région centrale de l'Érythrée. En 2007, il a été nommé à la tête du ministère de l'Éducation, tout en conservant ses fonctions de maire d'Asmara et d'administrateur de la région centrale.

En 2018, Russom a été nommé ambassadeur d'Érythrée en Éthiopie, peu de temps après que les deux pays ont rétabli leurs relations bilatérales.